# Filip Kaczmarek
Filip Andrzej Kaczmarek (ur. 22 listopada 1966 w Poznaniu) – polski polityk i nauczyciel akademicki, doktor habilitowany nauk społecznych, poseł na Sejm I kadencji (1991–1993), deputowany do Parlamentu Europejskiego VI i VII kadencji (2004–2014), prezes Poznańskiego Towarzystwa Przyjaciół Nauk.

## Życiorys
W 1991 ukończył studia na Wydziale Historycznym Uniwersytetu Adama Mickiewicza. Był przewodniczącym Niezależnego Zrzeszenia Studentów na UAM, na początku 1990 stał na czele studentów, którzy zajęli gmach Komitetu Wojewódzkiego PZPR w Poznaniu z żądaniem przekazania go na potrzeby uczelni. W latach 1991–1992 pełnił funkcję przewodniczącego NZS na szczeblu krajowym. Należał do Stowarzyszenia „Młodzi Liberałowie”, a następnie do Stowarzyszenia „Młodzi Demokraci”.
Od 1990 należał do Kongresu Liberalno-Demokratycznego, z ramienia którego w latach 1991–1993 był posłem I kadencji. W wyborach w 1993 bez powodzenia ubiegał się o reelekcję z listy KLD, który nie przekroczył progu wyborczego. Od 1994 należał do Unii Wolności, w 2001 przystąpił do Platformy Obywatelskiej. Od 2010 do 2015 przewodniczył PO w Poznaniu.
Od 1993 do 1995 pracował w „Głosie Wielkopolskim”, w latach 1995–1996 w TVP w Warszawie, a od 1997 do 2002 w poznańskim oddziale Telewizji Polskiej. Współautor scenariusza serialu dokumentalnego Dzieje kultury polskiej. W latach 1998–2002 sprawował mandat radnego i funkcję wiceprzewodniczącego rady miasta w Poznaniu. Od 2003 do 2004 był pierwszym dyrektorem Biura Funduszy Europejskich w Urzędzie Miasta Poznania.
W 2005 na podstawie rozprawy zatytułowanej Założenia programowe i działalność Kongresu Liberalno-Demokratycznego (1990–1994) w Instytucie Nauk Politycznych i Dziennikarstwa UAM doktoryzował się w zakresie nauk o polityce. W 2018 na tym samym uniwersytecie uzyskał stopień doktora habilitowanego nauk społecznych. W latach 2005–2012 był adiunktem w Wyższej Szkole Nauk Humanistycznych i Dziennikarstwa w Poznaniu. Później został adiunktem w Katedrze Publicystyki Ekonomicznej i Public Relations Uniwersytetu Ekonomicznego w Poznaniu. W 2019 objął stanowisko profesora nadzwyczajnego tej uczelni.
W wyborach europejskich w 2004 został wybrany do PE, pracował w Komisji Rozwoju i Komisji Handlu Zagranicznego. W wyborach w 2009 skutecznie ubiegał się o reelekcję. Został członkiem grupy Europejskiej Partii Ludowej (w tym jej prezydium), pracował m.in. w Komisji Rozwoju. W 2009 i w 2013 uznany został za najbardziej pracowitego europosła (MEP Awards) w kategorii rozwój. Od 2012 do 2014 był w PE przewodniczącym Delegacji do spraw stosunków z Białorusią. W 2014 nie ubiegał się o reelekcję. W 2018 kandydował do sejmiku wielkopolskiego; mandat radnego przypadł mu po wyborze Joanny Jaśkowiak w 2019 do Sejmu. W 2020 został wybrany przewodniczącym Komisji Edukacji i Nauki. Był inicjatorem ustanowienia Nagrody Naukowej Samorządu Województwa Wielkopolskiego. W 2022 powołany do zespołu doradców przy Komisji Spraw Zagranicznych i Unii Europejskiej Senatu RP.
W 2018 został sekretarzem generalnym Poznańskiego Towarzystwa Przyjaciół Nauk, a w 2020 wybrano go na prezesa PTPN. Z racji objęcia tej funkcji wszedł w skład Kolegium Rektorów Miasta Poznania. Powołany w skład Kolegium Redakcyjnego „Kroniki Miasta Poznania”, Rady Muzeum przy Muzeum Początków Państwa Polskiego w Gnieźnie, Rady Muzeum przy Muzeum Narodowym w Poznaniu oraz rad programowych Centrum Turystyki Kulturowej TRAKT i TVP3 Poznań.

## Odznaczenia
W 2014 został odznaczony Złotym Krzyżem Zasługi, w 2016 Krzyżem Wolności i Solidarności, w 2017 Krzyżem Kawalerskim Orderu Odrodzenia Polski, a w 2025 odznaką honorową „Za zasługi dla województwa wielkopolskiego”.

## Publikacje
- Współpraca rozwojowa Unii Europejskiej – teoria i praktyka (współredaktor pracy zbiorowej z Adamem Jaskulskim), Wydawnictwo Naukowe WNPiD UAM, Poznań 2014.
- Dylematy polityki rozwojowej Unii Europejskiej wobec Afryki Subsaharyjskiej w latach 2000–2015, Wydawnictwo Uniwersytetu Ekonomicznego w Poznaniu, Poznań 2018.
- Kronika Miasta Poznania. Radojewo i Morasko (redaktor prowadzący), Wydawnictwo Miejskie Posnania, Poznań 2022.
- 165 lat Poznańskiego Towarzystwa Przyjaciół Nauk. Sprawozdanie Zarządu z działalności Towarzystwa: nr 14: za okres 23 czerwca 2020 r. – 29 czerwca 2023 r. (redaktor), Wydawnictwo Miejskie Posnania, Poznań 2023.
- Jubileusz 165-lecia Poznańskiego Towarzystwa Przyjaciół Nauk (współredaktor pracy zbiorowej z Norbertem Delestowiczem), Wydawnictwo Poznańskiego Towarzystwa Przyjaciół Nauk, Poznań 2023.
- Polityka UE wobec Bliskiego Wschodu, Grupa Wydawnicza FNCE, Poznań 2023.